# Braunsapis bouyssoui
Braunsapis bouyssoui är en biart som först beskrevs av Joseph Vachal 1903.  Braunsapis bouyssoui ingår i släktet Braunsapis och familjen långtungebin. Inga underarter finns listade.